# Rockbridge (Illinois)
Rockbridge es una villa ubicada en el condado de Greene en el estado estadounidense de Illinois. En el Censo de 2010 tenía una población de 169 habitantes y una densidad poblacional de 93,22 personas por km².

## Geografía
Rockbridge se encuentra ubicada en las coordenadas 39°16′20″N 90°12′13″O / 39.27222, -90.20361. Según la Oficina del Censo de los Estados Unidos, Rockbridge tiene una superficie total de 1.81 km², de la cual 1.81 km² corresponden a tierra firme y (0%) 0 km² es agua.

## Demografía
Según el censo de 2010, había 169 personas residiendo en Rockbridge. La densidad de población era de 93,22 hab./km². De los 169 habitantes, Rockbridge estaba compuesto por el 99.41% blancos, el 0.59% eran afroamericanos, el 0% eran amerindios, el 0% eran asiáticos, el 0% eran isleños del Pacífico, el 0% eran de otras razas y el 0% pertenecían a dos o más razas. Del total de la población el 2.37% eran hispanos o latinos de cualquier raza.